# Istituto per la Storia dell'Arte Lombarda
Istituto per la Storia dell'Arte Lombarda (ISAL) è un'associazione fondata nel 1967 che produce, valorizza e dissemina studi sull'arte e l'architettura lombarda. L'istituto ha una ricca biblioteca, una fototeca, che oggi conta più di 400.000 immagini, e possiede numerosi fondi archivistici di estremo interesse, tra i quali: il Fondo Amalia Barigozzi Brini, il Fondo Giacomo Carlo Bascapé, il Fondo Lidia Costa Magni, il Fondo Paolo D'Ancona, il Fondo Maria Luisa Gengaro, il Fondo Lodovico Magugliani, il Fondo Guglielmo Pacchioni, il Fondo Carlo Perogalli, ecc. Dal 1990 ha gestito, come organo istituzionale dell'Istituto, la rivista Arte Lombarda fondata da Maria Luisa Gatti Perer nel 1955, sostituta nel 2010, sempre come organo di stampa dell'ente, dalla "Rivista dell'Istituto per la Storia DELL'ARTE LOMBARDA", che sino ad ora ha raccolto i contributi di circa 200 studiosi ed accademici provenienti da tutto il mondo.

## Storia dell'istituzione
L'istituto viene fondato il 3 aprile 1967 da Maria Luisa Gatti Perer, Gilberto Martelli, Francesco Ogliari (che ne fu il primo presidente), Mario Mirabella Roberti, Anna Bianchi Viliani e Giulio Garbelli. Inizialmente ha sede al Museo della Scienza e della Tecnica, poi a Palazzo Reale di Milano e a partire dal 2003 a Palazzo Arese Jacini a Cesano Maderno. Nel 1969 l'Istituto venne insignito della Medaglia d'oro di Benemerenza civica. Nel 1981 viene riconosciuto Ente Morale su proposta del Ministero dei Beni Culturali (D.P.R. n. 602 del 25 giugno 1981) e nel 1984 dichiarato dalla Regione Lombardia Ente di Interesse Regionale (Delibera di Giunta n. 46643 del 19 dicembre 1984). Nel 1994 l'archivio dell'istituto e nel 1996 l'archivio della rivista "Arte Lombarda" vengono riconosciuti dalla Soprintendenza "di notevole interesse storico". Nel 1999 diventa un'associazione Organizzazione Non Lucrativa di Utilità Sociale (ONLUS).

## Controversie
Il trasferimento dell'istituto da Palazzo Reale a Milano a Palazzo Arese Jacini a Cesano Maderno appare come accompagnato da un ridotto sostegno da parte del Comune di Milano all'istituzione, nonostante il ruolo centrale dell'ente nel promuovere l'arte lombarda, una produzione artistica storicamente sottovalutata rispetto a quella fiorentina, romana e veneziana.